# Johannes Müller (Pastor)

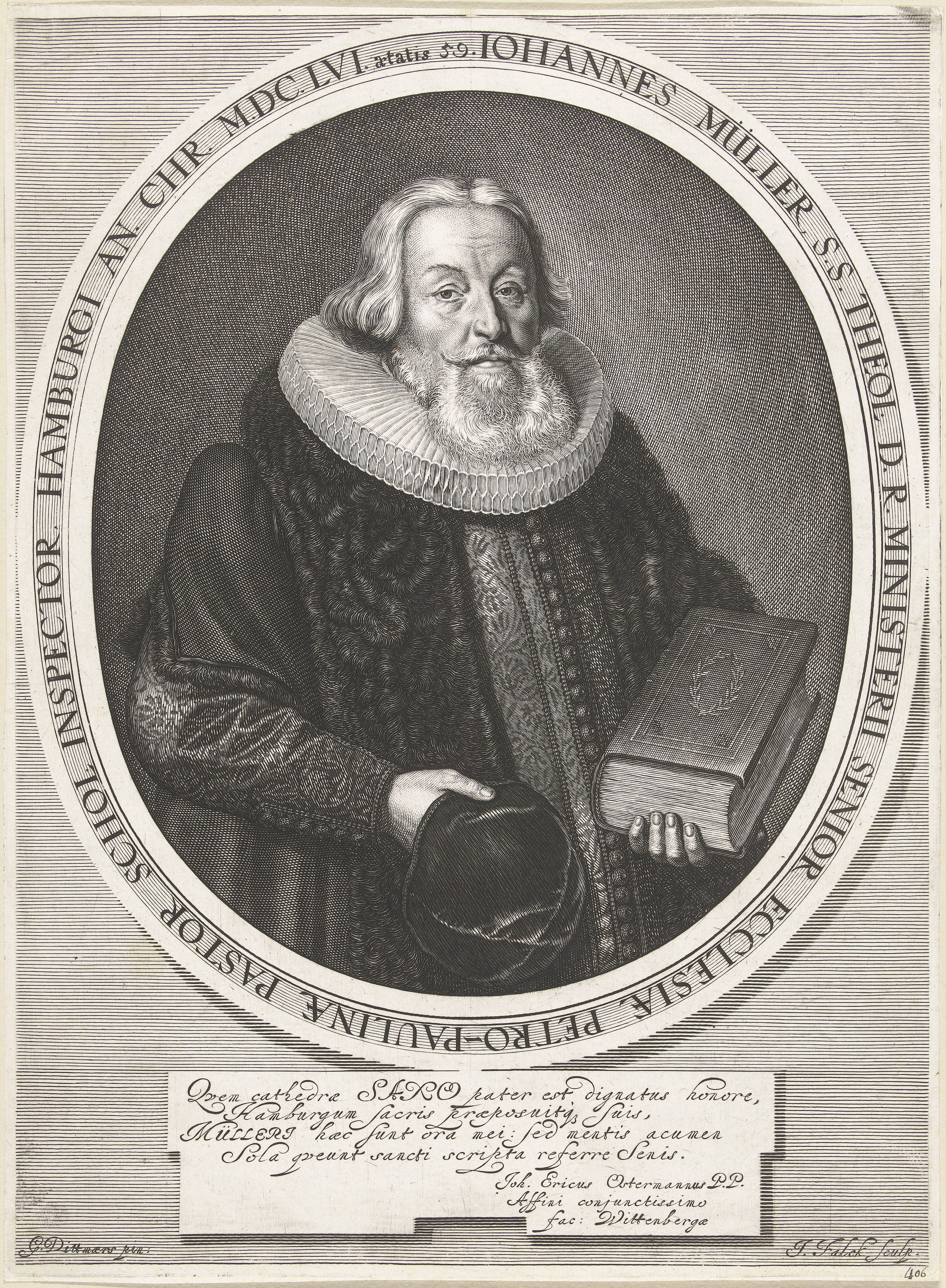
Johannes Müller

Johannes Müller (auch Johann Müller; * 6. Juni 1598 in Breslau; † 29. September 1672 in Hamburg) war ein deutscher lutherischer Theologe.

## Leben
Müller besuchte das Gymnasium seiner Heimatstadt, wo er sich das Rüstzeug erwarb, eine Hochschule besuchen zu können. Am 5. Mai 1618 immatrikulierte er sich an der Universität Wittenberg, wo er sich am 4. April 1620 den akademischen Grad eines Magisters der Philosophie erwarb. Um seine Studien der Theologie fortzusetzen, begab er sich an die Universität Leipzig, um die dortigen berühmten Theologen kennenzulernen. Er wechselte wieder nach Wittenberg, wo er am 23. Oktober 1622 als Adjunkt in der philosophischen Fakultät aufgenommen wurde. Am 22. Oktober 1623 heiratete er Sophia, die Tochter des Erasmus Schmidt. 
1623 übertrug man ihm die Professur der Ethik, jedoch verblieb er nicht lange in diesem Amt, da er ein theologisches Ziel verfolgte. Dieser Wunsch wurde ihm schon im Folgejahr ermöglicht, als man ihn als Prediger in Lüneburg verpflichtete. Um seine Ambitionen voranzutreiben, avancierte er am 17. Dezember 1624 zum Lizenziaten der Theologie. 1626 übertrug man ihm das Pastorat in der St.-Petri-Kirche in Hamburg. Nachdem er am 12. Oktober 1641 in Wittenberg zum Doktor der Theologie promoviert worden war, wirkte er ab 1648 an St. Petri als Hauptpastor, Senior des Geistlichen Ministeriums und Inspektor der Schulen sowie aller Kirchen Hamburgs. Er starb an einem Herzanfall bei einer Predigt.
Sein Enkel, der Hamburger Jurist Johannes Joachim Müller (1661–1733), ist vermutlich der Verfasser des Werkes De tribus impostoribus, das dieser in das Geburtsjahr seines Großvaters, 1598, zurückdatierte. Laut G. Bartsch wurde er durch Johannes Müllers Werk Atheismus devictus angeregt.

## Wirken
Müller war ein streng orthodoxer lutherischer Theologe und verschrieb sich dem Kampf gegen Andersgläubige wie Juden, Katholiken und Reformierte. Er behauptete: „Der Bauch ist zu Hamburg Gott“ und verlangte, dass von Seiten der Obrigkeit Religion und Kirche mehr Achtung entgegengebracht werden sollte.
Sein mit Vehemenz geführter Kampf gegen die Juden prägte die Hamburger Judenpolitik seiner Zeit. Er unterstützte die judenfeindliche Kanzelpropaganda und verfasste unzählige Gutachten, Beschwerden und Schmähschriften gegen die Juden. Er verlangte schärfste Restriktionen und die Schließung der privat eingerichteten Betstuben, denn die religiösen Praktiken der Juden waren für ihn ein Ausdruck der Blasphemie. Synagogen waren für ihn „Satans-Schulen“ und den Juden sollten die Rabbiner verboten werden. Stattdessen sollten „christliche Rabbiner“ christlich geprägte Gottesdienste leiten, denn seiner Meinung nach war der Aufenthalt von Juden in Hamburg nur sinnvoll, wenn diese der Bekehrung zugeführt würden. Er lehnte zwar Zwangstaufen ab, verlangte aber, dass die Lebensumstände der Juden so bedrückend sein sollten, dass sie freiwillig konvertierten. So kreidete er den Juden nicht nur ihr Judesein, sondern auch den vermeintlichen Luxus der sephardischen Oberschicht und deren Akzeptanz in der Hamburger Gesellschaft an: „Sie gehen einher, geschmückt mit goldnen und silbernen Stücken, mit köstlichen Perlen und Edelgesteinen. Sie speisen auf ihren Hochzeiten aus silbernen Gefäßen und fahren in solchen Karossen, die nur hohen Standespersonen zustehen, und gebrauchen noch obendrein Vorreiter und eine große Gefolgschaft“.
Der Hamburger Senat, der aus wirtschaftlichen Gründen gegenüber den Juden eine gewisse Toleranz zeigte, musste zeitweise Müllers judenfeindlichem Eifer nachgeben. So wurden 1649 die fünfzehn deutsch-jüdischen Familien aus Hamburg vertrieben, welche im unter der dänischen Krone stehenden Altona Zuflucht fanden.
Müller erreichte auch, dass der portugiesisch-jüdische Arzt Binjamin Mussaphia, dessen Schrift „Sacro-Medicae Sententiae toto V(etere) T(estamento) collectae“ angeblich Blasphemien enthielt, ausgewiesen wurde.
In seinem 1500-seitigen Werk Judaismus oder Judenthumb/ Das ist ein Außführlicher Bericht von des Jüdischen Volckes Unglauben / Blindheit und Verstockung / … von 1644 wollte Müller beweisen, dass die jüdische Religion nichts als Unglaube sei. Darin wiederholte er das antijudaistische Stereotyp der Juden als „Feinde Christi“. Dabei bezog er sich unter anderem auf die Kirchenväter, Literatur von Konvertiten aus dem Judentum, auf Johannes Pfefferkorn und auf Martin Luther. In diesem Werk erhebt er unter anderem die Forderung, dass der Schabbat abgeschafft oder auf den Sonntag verlegt werden solle.
Müllers Polemik gegen die Juden, die sich mit fortschreitendem Alter noch verschärfte, führte hin und wieder zu Ausschreitungen des Pöbels und brachte den Juden eine Unzahl von Restriktionen, dennoch konnte er nicht verhindern, dass die Gemeinde stetig anwuchs und vom Hamburger Senat weitgehend geduldet wurde.

## Varia
Ein 1707 nachgedrucktes Exemplar der Schrift Judaismus und Judenthum war im Besitz von Johann Sebastian Bach.

## Werkauswahl
1. Prodomus anti Jansenii. Hamburg 1632
2. Anti Jansenius. Wittenberg 1632 und 1634
3. Brevis admonitio de Nicolai Jansenii Monarchi Dominicani ruditate, maledicentia et libidine. Hamburg 1634
4. Responsio ad Jansenii defensionem fidei Catholicae. Hamburg 1634
5. Qväcker Greul und Quackeley. Hamburg 1661 und 1663
6. Die Augsburgische Confession. Hamburg 1630
7. Lutherus defensi. Arnstadt 1648. Hamburg 1658
8. Defensio Lutheri defensi. Hamburg 1659
9. Judismus. Hamburg 1644
10. Warnung für El. Praetorii Schan-Buch von den Missbrauchen des Predigt-Amts. Hamburg 1645
11. Wiederlegung der Dordrechtischen absoluti decreti. Hamburg 1649 und 1652
12. Hamburgische Schul-Predigten. Hamburg 1651
13. Morgenröthe der Güte und Barmherzigkeit Gottes aus Thren. III. Hamburg 1651
14. Erklärung des 51. Psalms in 17 Predigten. Hamburg 1666
15. Erklärung des 23. Psalms in 7 Predigten. Hamburg 1627
16. Erklärung des 8 Psalms in 8 Predigten. Hamburg 1628
17. Grün-Donnerstags-Predigt vom hochwürdigen Abendmahl. Hamburg 1627
18. Predigt am Sonntag Eraudi vor dem König von Schweden Gustav Adolph gehalten. Hamburg 1631
19. Ob iemand jemals, sonderlich die Layen im Alten Testament ohne Christi Erkänntnis sind selig worden. Hamburg 1628
20. Neun Predigten über das Symbelum Athanasii. Hamburg 1626
21. Vertheidigung des Berichts von der neuen Propheten Religion wider Niclas Teting. Hamburg 1636
22. Einweihungspredigt eines Taufsteins. Hamburg
23. Gründliche Antwort und Wiederlegung der Päpstlichen Einwürffe, durch welche die Lutherische Kirche verdächtig gemachet, und die Leute zum Abfall vom wahren Evangelischen Glauben zu bereden geachtwet wird. Hamburg 1631
24. Menschlich Gedichte von Verstossung des grösten Theils der Menschen zur ewigen Verdamniß ohn Ansehen des Unglaubens, aus bloßen Rathschluß Gottes. Hamburg 1637
25. Anabaptismus. Hamburg 1644 und 1669
26. Lüneburgische Valet- und Hamburgische Anzugs-Predigt. Hamburg 1626
27. Vermahnung an die Gemeinde in Hamburg. Hamburg 1630
28. Atheismus devictus. Hamburg 1672
29. Acerra Biblica. Leipzig 1697